# Hunfalvy Viktor
Hunfalvy Viktor (Budapest, 1949. november 12.) magyar ejtőernyős sportoló.

## Életpálya
Cinkotán vállalkozóként tevékenykedik. 1964-ben Gödöllőn ugrott először, 51 mintájú ejtőernyővel.  Oktatója Kakucsi Péter, ugratóparancsnoka Samu Ferenc, ugratásvezetője Nagy Endre volt. Ejtőernyő tipusokkal ugrott: Pd47-sel, D1-sel (csak egyet), T2-sel és T4-sel. Tagja a Magyar Ejtőernyősök Bajtársi Szövetség (MEBSZ) országos elnökségének.

## Sportegyesületei
- Magyar Honvédelmi Szövetség (MHSZ)